# Istocheta ludingensis
Istocheta ludingensis là một loài ruồi trong họ Tachinidae.